# Burhanuddin Rabbani
Burhanuddin Rabbani (ur. 1940 w Fajzabadzie, zm. 20 września 2011 w Kabulu) – afgański polityk narodowości tadżyckiej. W latach 1992–1996 był pierwszym prezydentem Afganistanu po upadku rządów komunistycznych. Był przywódcą Sojuszu Północnego (UNIFSA), organizacji będącej w opozycji do rządu talibów.

## Życiorys
Ukończył teologię i prawo islamskie na Uniwersytecie Kabulskim (gdzie potem wykładał) w 1963 i filozofię islamu na uniwersytecie Al-Azhar w Kairze w 1968. Związany z ruchem islamskim i jego założycielami. Od 1972 lider Stowarzyszenia Muzułmańskiego (Dżamijat-e Islami).
W 1974 w obawie przed aresztowaniem opuścił kraj. Udał się do Pakistanu, gdzie zajął się poszukiwaniem poparcia rządu pakistańskiego dla przeciwników reżimu Muhammada Daud Chana. Po rozłamie w obrębie Stowarzyszenia Muzułmańskiego pozostał przywódcą jego umiarkowanej frakcji. Po komunistycznym przewrocie w 1978 wystąpił przeciwko proradzieckiemu reżimowi Ludowo-Demokratycznej Partii Afganistanu. W czasie trwania radzieckiej inwazji na Afganistan Rabbani zorganizował w oddalonej o kilkanaście kilometrów od Peszawaru miejscowości Badaber obóz treningowy dla dowodzonych przez siebie mudżahedinów. W miejscowej twierdzy ponadto znajdował się duży skład broni i amunicji, zaś od 1983 przetrzymywano tam również radzieckich jeńców. W trakcie trwającego dziesięć lat konfliktu jego ugrupowanie urosło do rangi najbardziej znaczącej partii mudżahedińskiej – należeli do niej m.in. Ahmad Szah Masud, Ismael Chan i Zabiullah Chan.
W marcu 1992 główne ugrupowania Tadżyków i Uzbeków, w tym kierowane przez Rabbaniego Stowarzyszenie Muzułmańskie, zawiązały w Mazar-e Szarif Sojusz Północny. 28 kwietnia wojska Sojuszu pod dowództwem Masuda wkroczyły do Kabulu. Po krótkich tymczasowych rządach Sibghatullaha Modżaddediego, 28 czerwca Rabbani objął urząd prezydenta Afganistanu. Za jego urzędowania dochodziło do licznych starć politycznych między jego zwolennikami a zwolennikami Gulbuddina Hakmatjara, Abdurraszida Dostuma i Abdula Alego Mazariego.
Od 1994 Rabbani musiał się zmagać z Talibami – nową organizacją zbrojną, założoną przez studentów szkoły koranicznej w Kandaharze i kierowaną przez mułłę Mohammada Omara. Szybko stali się oni znaczącą siłą i 27 września 1996 zdobyli Kabul, zmuszając rząd Rabbaniego do wycofania się z miasta. Rabbani ustanowił Mazar-e Szarif tymczasową stolicą Afganistanu, jednak większość czasu spędzał w swojej rodzinnej prowincji Badachszan. W czasie interwencji wojsk NATO w Afganistanie w 2001 Sojusz Północny wsparty przez siły amerykańskie zdobył 13 listopada Kabul, doprowadzając do obalenia Talibów. Burhanuddin Rabbani ponownie objął urząd prezydenta, jednak już 22 grudnia po konferencji w Petersburgu koło Bonn w Niemczech Rabbani został zastąpiony przez Hamida Karzaja. Sprawował również funkcję szefa Wysokiej Rady Pokoju.
Zginął 20 września 2011 w zamachu terrorystycznym w swoim domu, w czasie gdy przyjmował w domu przedstawiciela talibów, który bombę miał ukrytą w turbanie.